# Бузад
Бузад (рум. Buzad) — село у повіті Тіміш в Румунії. Входить до складу комуни Богда.
Село розташоване на відстані 393 км на північний захід від Бухареста, 31 км на північний схід від Тімішоари.

## Населення
За даними перепису населення 2002 року у селі проживали 205 осіб, з них 199 осіб (97,1%) румунів. Рідною мовою 199 осіб (97,1%) назвали румунську.